# Campionati del mondo di ciclismo su strada 2004
I Campionati del mondo di ciclismo su strada 2004 si disputarono a Verona, in Italia, tra il 27 settembre ed il 3 ottobre 2004. Le cronometro furono corse a Bardolino.

## Eventi

### Cronometro individuali
Lunedì 27 settembre
- 12:00 Donne Juniores – 15,750 km
- 14:30 Uomini Under 23 – 36,750 km

Martedì 28 settembre
- 12:30 Uomini Junior – 24,050 km
- 15:15 Donne Elite – 24,050 km

Mercoledì 29 settembre
- 14:30 Uomini Elite – 46,750 km

### Corse in linea
Venerdì 1º ottobre
- 9:30 Donne Junior – 73,750 km
- 12:30 Uomini Under 23 – 177,000 km

Sabato 2 ottobre
- 9:00 Uomini Junior – 132,750 km
- 13:30 Donne Elite – 132,750 km

Domenica 3 ottobre
- 10:00 Uomini Elite – 265,500 km

## Medagliere
| Pos.   | Nazione     | Oro | Argento | Bronzo | Totale |
| ------ | ----------- | --- | ------- | ------ | ------ |
| 1      | Germania    | 2   | 2       | 1      | 5      |
| 2      | Rep. Ceca   | 2   | 1       | 0      | 3      |
| 3      | Paesi Bassi | 1   | 2       | 1      | 4      |
| 4      | Spagna      | 1   | 1       | 0      | 2      |
| 5      | Australia   | 1   | 0       | 1      | 2      |
| 5      | Slovenia    | 1   | 0       | 1      | 2      |
| 7      | Svizzera    | 1   | 0       | 0      | 1      |
| 7      | Bielorussia | 1   | 0       | 0      | 1      |
| 9      | Italia      | 0   | 2       | 2      | 4      |
| 10     | Stati Uniti | 0   | 1       | 0      | 1      |
| 10     | Tunisia     | 0   | 1       | 0      | 1      |
| 12     | Norvegia    | 0   | 0       | 1      | 1      |
| 12     | Danimarca   | 0   | 0       | 1      | 1      |
| 12     | Kazakistan  | 0   | 0       | 1      | 1      |
| 12     | Russia      | 0   | 0       | 1      | 1      |
| Totale | Totale      | 10  | 10      | 10     | 30     |

## Sommario degli eventi
| Eventi                 | Oro                           | Tempo    | Argento                   | Tempo   | Bronzo                         | Tempo   |
| Uomini Elite           |                               |          |                           |         |                                |         |
| Gara in linea dettagli | Óscar Freire Spagna           | 6h57'15" | Erik Zabel Germania       | s.t.    | Luca Paolini Italia            | s.t.    |
| Cronometro dettagli    | Michael Rogers Australia      | 57'30"   | Michael Rich Germania     | a 12"   | Aleksandr Vinokurov Kazakistan | a 25"   |
| Uomini Under-23        |                               |          |                           |         |                                |         |
| Gara in linea dettagli | Kanstancin Siŭcoŭ Bielorussia | 4h33'33" | Thomas Dekker Paesi Bassi | a 1'01" | Mads Christensen Danimarca     | a 1'02" |
| Cronometro dettagli    | Janez Brajkovič Slovenia      | 46'56"   | Thomas Dekker Paesi Bassi | a 18"   | Vincenzo Nibali Italia         | a 19"   |
| Uomini Juniors         |                               |          |                           |         |                                |         |
| Gara in linea dettagli | Roman Kreuziger Rep. Ceca     | 3h25'39" | Rafaâ Chtioui Tunisia     | s.t.    | Simon Špilak Slovenia          | a 6"    |
| Cronometro dettagli    | Patrick Gretsch Germania      | 30'29"   | Roman Kreuziger Rep. Ceca | a 15"   | Stefan Schäfer Germania        | a 16"   |
| Donne Elite            |                               |          |                           |         |                                |         |
| Gara in linea dettagli | Judith Arndt Germania         | 3h44'38" | Tatiana Guderzo Italia    | a 10"   | Anita Valen Norvegia           | a 12"   |
| Cronometro dettagli    | Karin Thürig Svizzera         | 30'53"   | Judith Arndt Germania     | a 52"   | Zulfia Zabirova Russia         | a 57"   |
| Donne Juniors          |                               |          |                           |         |                                |         |
| Gara in linea dettagli | Marianne Vos Paesi Bassi      | 2h11'44" | Marta Bastianelli Italia  | a 30"   | Ellen van Dijk Paesi Bassi     | s.t.    |
| Cronometro dettagli    | Tereza Huříková Rep. Ceca     | 22'14"   | Rebecca Much Stati Uniti  | a 5"    | Amanda Spratt Australia        | s.t.    |